# 루카 투릴리스 랩소디
루카 투릴리스 랩소디(Luca Turilli's Rhapsody)는 이탈리아의 심포닉 파워 메탈 밴드이다. 2011년 루카 투릴리가 랩소디 오브 파이어에서 나온 뒤 결성되었다.
첫 앨범은 알렉스 홀츠바르트(Alex Holzwarth)가 참여했으며 두개의 랩소디를 같이 하기엔 무리가 많이가서
심사숙고해서 랩소디 오브 파이어에서만 활동하기로 결정되었고
2012년 3월 30일,스트라토바리우스(stratovatius)와 액시스(Axxis)에서 활동했던 알렉스 란덴버그(Alex Landenburg)를 영입했다.

## 발매 음반

### 정규 앨범 및 EP
| 발매 년도 | 제목                                 | 레이블            |
| 2012년    | Ascending To Infinity                | 뉴클리어 블라스트 |
| 2015년    | Prometheus - Symphonia Ignis Divinus | 뉴클리어 블라스트 |

### 싱글
- 〈Dark fate of Atlantis〉 (2012)

## 밴드 구성원

### 현재 구성원
- 루카 투릴리 - 기타 (2011~)
- 도미니크 르워퀸 - 기타 (2011~)
- 패트리스 게르 - 베이스 (2011~)
- 알렉스 란덴버그 - 드럼 (2012~)
- 알레산드로 콘티 - 보컬 (2011~)

### 전 구성원
- 알렉스 홀츠바르트 - 드럼 (2011~2012)

### 객원 멤버
- 미코 하르킨 - 키보드 (2011~)